# Harold Gessel
Harold Gessel (Moengo, circa 1956/1957) is een Surinaams radio- en televisiepresentator; hij werkte enige jaren in Nederland en na zijn terugkeer in Suriname bij Apintie. Daarnaast is hij liedschrijver. Hij schreef voor uitzendingen van Apintie en stond twaalf keer in de finale van SuriPop, waar hij drie keer tweede werd.

## Biografie

### Jeugd
Harold Gessel werd in 1956/1957 geboren in Moengo, een bauxietstadje in Marowijne. Van zijn vader leerde hij twee belangrijke wijsheden: Leef en laat leven en Ala sani na bun sani (Alles gebeurt vanwege een reden). Het positieve erin levert hem kracht op en heeft hem geleerd het goede ergens in te ontdekken, ook wanneer iets er slecht uitziet. Op zijn zeventiende verhuisde hij naar Paramaribo.

### Presentator
In de jaren 1980 begon hij met het maken van radioprogramma's. Hij vertrok vervolgens naar Nederland, waar hij bij verschillende omroepen werkte, en keerde daarna weer terug naar Suriname. Sinds circa 2000 is hij voor Apintie presentator op zowel radio als televisie. Daarnaast presenteert hij tijdens voorstellingen, zoals in 2012 op het 25-jarig jubileum van de toneelgroep A Sa Go in de Anthony Nesty-sporthal.

### Liedschrijver
Geïnspireerd door R. Dobru was hij op zijn zestiende begonnen met het schrijven van gedichten. Vervolgens begon hij met het schrijven van liedjes, zowel de tekst ervan als de muziek. Hij schrijft ook liedjes voor Mighty Youth van Apintie. Verder brak hij twaalf keer door tot de finale van SuriPop en werd drie keer tweede. Nadat hij in SuriPop XX (2018) opnieuw de top 3 bereikte maar wederom het festival niet op zijn naam schreef, liet hij weten dat zijn inspiratie om nog een keer mee te doen voorlopig was verdwenen. Tijdens de volgende editie, SuriPop XXI, is geen lied van hem te horen in de finale. Daarnaast bereikte hij in 2013 de Surinaamse finale voor de competitie voor de Caricom Song.

## SuriPop
Uit de twaalf keer die hij de finale van SuriPop bereikte, behaalde hij de 2e plaats in 2004, 2008 en 2010 en de 3e plaats in 2018. Hieronder volgt een (incompleet) overzicht van zijn inzendingen die de finale bereikten:
1990, SuriPop VI
- Vanity, gezongen door Bryan Bijlhout[7]
- Fara lobie (met Christie Chen), gezongen door Gracia Wolff[7]
- Condoom kaseko, gezongen door  Derek Filemon[7]

2004; SuriPop XIII
- Lob' mi tu tamara, gezongen door Maroef Amatstam (2e plaats)[8][9]

2008, SuriPop XV
- Ini yu brasa, gezongen door Danitsia Sahadewsing (2e plaats)[10][11]

2010, SuriPop XVI
- Wan bigi lobi, gezongen door Naomi Sastra (2e plaats)[12][13]

2012, SuriPop XVII
- Sori mi, gezongen door Maroef Amatstam[14]

2014, SuriPop XVIII
- Tak nanga mi, gezongen door Danitsia Sahadewsing[15]

2016, SuriPop XIX
- Alles wat ik wil, gezongen door Emily Kartoredjo en Derril Polion[16]

2018, SuriPop XX
- Mi gowtu, gezonden door Powl Ameerali (3e plaats)[1][17]